# 北野 (ふじみ野市)
北野（きたの）は、埼玉県ふじみ野市の町名。現行行政地名は北野一丁目から北野二丁目。住居表示実施済み区域。郵便番号は356-0007。

## 世帯数と人口
2022年（令和4年）8月1日現在の世帯数と人口は以下の通りである。
| 町丁       | 世帯数    | 人口    |
| ---------- | --------- | ------- |
| 北野一丁目 | 781世帯   | 1,322人 |
| 北野二丁目 | 884世帯   | 1,785人 |
| 計         | 1,665世帯 | 3,107人 |

## 小・中学校の学区
市立小・中学校に通う場合、学区（校区）は以下の通りとなる。
| 丁目   | 小学校                   | 中学校                 |
| ------ | ------------------------ | ---------------------- |
| 一丁目 | ふじみ野市立上野台小学校 | ふじみ野市立葦原中学校 |
| 二丁目 | ふじみ野市立元福小学校   | ふじみ野市立葦原中学校 |

## 交通

### 鉄道
地区南西部の境界線付近を東武東上線が通るが、駅は設置されていない。

### 道路
町内を通る国道、および主要地方道・一般県道はない。
- 栄通り

## 施設
- 北野集会所
- 北野二丁目児童遊園
- 北野さくら公園
- 正福寺